# Óscar Godoy
Óscar Francisco Javier Godoy Arcaya (Valparaíso, 16 de febrero de 1938-Santiago, 21 de abril de 2023) fue un politólogo, filósofo y diplomático chileno.

## Biografía
Nacido en Valparaíso, se licenció en Filosofía y Educación en la Universidad Católica de Valparaíso. Luego obtuvo el doctorado en Filosofía por la Universidad Complutense de Madrid.
Se desempeñó como secretario de Educación y Cultura de la OEA entre 1971 y 1975, y director de la oficina de la misma institución en Ginebra entre 1976 y 1980.
Fue uno de los fundadores del Centro de Estudios Públicos, además de uno de los participantes del Acuerdo Democrático Nacional de 1984 y el Comité por Elecciones Libres en 1988, en plena dictadura militar.
En 1990 se integró a la Academia Chilena de Ciencias Sociales, Políticas y Morales del Instituto de Chile.
En 2010 fue designado Embajador de Chile en Italia por el gobierno de Sebastián Piñera.
En 2017 se había integrado al partido Evópoli.
En los últimos años se desempeñaba como director de la Catedra Alexis de Tocqueville de la Universidad Adolfo Ibáñez.

## Obras

### Libros
- «Hacia una Democracia Moderna: la Opción Parlamentaria» (1990).
- «El Cambio de Régimen Político» (1992).
- «Crítica de Aristóteles a la República de Platón» (2004).
- «La democracia en Aristóteles. Los orígenes del régimen republicano» (2014).

### Artículos
- Antología del defensor de la paz, de Marsilio de Padua. Estudios públicos,  0716-1115, Nº. 90, 2003, págs. 335-445.
- Creencias y prácticas religiosas en Chile: Un caso de inconsistencia. Estudios públicos,  0716-1115, Nº. 85, 2002, págs. 41-46
- Terrorismo e historia. Estudios públicos,  0716-1115, Nº. 84, 2001, págs. 33-47
- Aristóteles y el divorcio. Estudios públicos,  0716-1115, Nº. 84, 2001, págs. 361-367
- La transición chilena a la democracia pactada. Estudios públicos,  0716-1115, Nº. 74, 1999, págs. 79-106
- Antología política de Montesquieu. Estudios públicos,  0716-1115, Nº. 62, 1996, págs. 337-406
- Democracia y Previsión en Chile: Experiencia con Dos Sistemas. (conjunto con Salvador Valdés Prieto). Cuadernos de economía: Latin American Journal of Economics,  0717-6821, Nº. 93, 1994, págs. 5-31